# 建設機械管理法
建設機械管理法（けんせつきかいかんりほう／건설기계관리법）は、大韓民国における建設機械について規定し建設機械の安全性を向上することを目的とした法律（1993年法律第4561号）である。本法は、1966年12月23日に重機管理法（1966年法律第1854号）として制定され、1993年6月11日に建設機械管理法に改正された。
本法では、建設機械の登録や検査、型式承認、建設機械事業等について定めるほか、建設機械操縦士免許（건설기계조종사면허）についても規定している。
日本での労働安全衛生法と構成が類似しているが、韓国の建設機械管理法には、日本の建設機械抵当法に相当する内容が盛り込まれている（建設機械の所有権の規定）点が異なる。

## 構成
第1章 総則
法の目的、用語の定義などを規定している。
第2章 建設機械の登録
建設機械の登録義務について定めている。
第3章 建設機械の点検及び確認
建設機械の検査について定めている。
第4章 建設機械型式の承認
建設機械の製造、組み立てを行う事業者について規定している。
第5章 建設機械事業
建設機械事業を行う事業者についての規定である。
第6章 建設機械操縦者の免許証
建設機械操縦士免許の資格と免許、責任と義務についての章である。
第7章 建設機械の事業者団体
建設機械事業者団体についての規定である。
第8章 補則
第9章 罰則
附則